# Norberto Odebrecht
Norberto Odebrecht (Recife, Pernambuco; 9 de octubre de 1920 – Salvador, Bahía; 19 de julio de 2014) fue un ingeniero y empresario brasileño. Fue fundador del grupo Odebrecht.

## Biografía
Norberto Odebrecht nació el 9 de octubre de 1920 en Pernambuco, Recife, Brasil. Fue hijo del empresario Emilio Odebrecht Jr. y nieto de Emilio Odebrecht Sr, un ingeniero alemán especializado en geodesia y cartografía, que emigró a Brasil en 1856. En 1925 su familia se trasladó a Salvador, en el estado de Bahía, área metropolitana emergente apta para un gran mercado de la construcción civil que demandaba grandes obras de infraestructura. Con 15 años, Norberto Odebrecht comenzó a desempeñar pequeñas funciones en la empresa familiar de construcción. A los 18 años, Norberto Odebrecht inició sus estudios de Ingeniería en la Universidad Federal de Bahía, siguiendo una tradición familiar de tres generaciones. Al cursar el tercer año, la empresa matriz se vio en dificultades y su padre hubo de regresar a Santa Catarina, su estado de origen. Norberto asumió el cargo de director interino de la empresa a los 21 años. Para ello, tuvo que conciliar trabajo, estudios y servicio militar. Aun así, pudo terminar sus estudios en 1943. El servicio militar, el llamado CPOR, lo realizó en Salvador, en la quinta de 1941, arma de Artilharia.
Tras acabar sus estudios en la Escola Politécnica da Bahia, fundó en 1944 una empresa de construcción propia, denominada Construtora Norberto Odebrecht, que daría origen con el tiempo al Grupo Odebrecht, con sede en la capital baiana.
Odebrecht murió el 19 de julio de 2014 en Salvador, Bahía, a los 93 años.

## Carrera
Por indicación del Banco de Bahía, abrió su propia compañía con el fin de negociar las deudas y continuar con el negocio de su padre. De este modo, en 1944, creó la Construtora Norberto Odebrecht, basada en conceptos como asociación y confianza en las personas, y comenzó a actuar plenamente como empresario.
Norberto Odebrecht se centró inicialmente en el negocio de la construcción, especialmente en la ciudad de Bahía, y contó con asociaciones con Petrobras o Sudene (Superintendencia de Desarrollo del Nordeste), abrió el camino para operar en otros estados de la región. Durante la década de 1960, Norberto Odebrecht expandió y nacionalizó la empresa constructora, diversificando sus actividades en la década siguiente y comenzando la internacionalización de su negocio.
Con el paso de los años, la compañía que fundara Norberto Odebrecht se convirtió en un gigante de la construcción, la Organización Odebrecht, que con sede en Salvador da Bahia actuaba como un conglomerado internacional y empleaba a más de 167,500 personas en más de 60 países alrededor del globo.
En 1991, la presidencia del grupo pasó a su hijo, que se convirtió en el nuevo CEO de la compañía.
El "pensamiento" de Norberto Odebrecht ha sido recopilado en tres volúmenes distribuidos a todos los empleados del grupo.

## Filantropía
Norberto Odebrecht fue el fundador de la brasileña Fundación Odebrecht (portugués: Fundação Odebrecht).